# Industria perlífera de Baréin
La Industria perlífera o camino perlífero de Baréin es un conjunto de edificios situados en la ciudad de Al Muharraq y otros lugares de su litoral y la isla que fue declarado Patrimonio Cultural de la Humanidad por la Unesco en 2012. Estos sitios son los actuales testimonios de un periodo de prosperidad que vivió la isla y toda la región del Golfo desde el siglo II hasta comienzos del siglo XX gracias a la industria perlífera tradicional, industria que entró en decadencia cuando Japón comenzó a cultivar ostras para obtener sus perlas.
Este camino supone un ejemplo de explotación tradicional de los recursos marinos y de la interacción del hombre con el medio ambiente. Asimismo la industria perlífera forjó la identidad cultural de la sociedad de Muharraq.

## Lugares incluidos en el camino
El camino de la industria perlífera de Baréin se extiende por 35,087 hectáreas e incluye 17 edificios de la ciudad de Al Muharraq, 3 bancos marinos de ostras, un segmento de la costa de la isla de Muharraq y la fortaleza de Qal'at bu Mahir en el extremo sur de la misma. A continuación aparecen los sitios inscritos por la Unesco
| Hayr Bū-l-Thāmah   | Banco de ostras | 26°47′25.44″N 50°54′42.84″E / 26.7904000, 50.9119000 |
| Hayr Bū'Amāmah     | Banco de ostras | 26°48′27.04″N 50°48′13.14″E / 26.8075111, 50.8036500 |
| Hayr Shtayyah      | Banco de ostras | 26°36′40.90″N 50°48′55.84″E / 26.6113611, 50.8155111 |
| Costa de Bū Māhir  | Zona de costa   | 26°14′26.95″N 50°36′47.92″E / 26.2408194, 50.6133111 |
| Qal‘at Bū Māhir    | Fortaleza       | 26°14′28.61″N 50°36′48.64″E / 26.2412806, 50.6135111 |
| Casa Al-Ghūṣ       | Edificio        | 26°14′38.36″N 50°36′51.08″E / 26.2439889, 50.6141889 |
| Casa Badr Ghulum   | Edificio        | 26°14′44.59″N 50°36′48.35″E / 26.2457194, 50.6134306 |
| Casa Al-Jalahma    | Edificio        | 26°14′45.53″N 50°36′49.14″E / 26.2459806, 50.6136500 |
| Casa Al-Alawi      | Edificio        | 26°14′49.20″N 50°36′47.81″E / 26.2470000, 50.6132806 |
| Caso Fakhro        | Edificio        | 26°14′51.90″N 50°36′38.59″E / 26.2477500, 50.6107194 |
| Casa Murad         | Edificio        | 26°14′58.63″N 50°36′49.00″E / 26.2496194, 50.6136111 |
| Majlis de Murad    | Edificio        | 26°14′57.70″N 50°36′49.00″E / 26.2493611, 50.6136111 |
| Tiendas de Siyadi  | Edificio        | 26°14′59.78″N 50°36′33.16″E / 26.2499389, 50.6092111 |
| Casa Nūkhidha      | Edificio        | 26°15′16.49″N 50°36′39.42″E / 26.2545806, 50.6109500 |
| Casa Siyadi        | Edificio        | 26°15′19.33″N 50°36′46.40″E / 26.2553694, 50.6128889 |
| Majlis de Siyadi   | Edificio        | 26°15′19.30″N 50°36′45.40″E / 26.2553611, 50.6126111 |
| Mezquita de Siyadi | Templo          | 26°15′18.61″N 50°36′45.07″E / 26.2551694, 50.6125194 |